# Новоалексієвка (Міякинський район)
Новоалексі́євка (рос. Новоалексеевка, башк. Яңы Алексеевка) — присілок у складі Міякинського району Башкортостану, Росія. Входить до складу Міякібашевської сільської ради.
Населення — 8 осіб (2010; 15 в 2002).
Національний склад:
- росіяни — 93%